# Alfred Mossberg
Karl Johan Alfred Mossberg, född 14 oktober 1851 i Blomskogs församling, Värmlands län, död 26 april 1941 i Blomskogs församling, Värmlands län, var en svensk folkmusiker.

## Biografi
Alfred Mossberg föddes 1851 i Blomskogs socken. Han var son till Jan Peter Mossberg. Han började spela fiol när han var åtta år gammal och lärde sig spela av sin far. Han började 1865 i Värmlands fältjägare, där han även lärde sig spela klarinett och flöjt. Mossberg avlade klockarexamen och organistexamen i Göteborg och tillträdde på 1890-talet en tjänst som organist. Han avled 1941 i Blomskogs socken.

## Upptecknade låtar
Upptecknade låtar av Dan Danielsson efter Mossberg. 353 372
- Bröllopsmarsch i D-dur.[3]
- Polska i A-dur, efter Janne Mossberg.[3]
- Polska i A-dur, efter Janne Mossberg.[3]
- Polska i E-dur, efter Janne Mossberg.[3]
- Polska i A-dur, efter Janne Mossberg.[3]
- Springarevals i A-dur, efter Janne Mossberg.[3]
- Polska i A-dur, efter Janne Mossberg.[3]
- Anglais i E-dur, efter Janne Mossberg.[3]
- Polska i A-dur, efter Janne Mossberg.[3]
- Polska i G-dur, efter Janne Mossberg.[3]
- Polska i A-dur, efter Janne Mossberg.[3]
- Polska i A-dur, efter Janne Mossberg.[3]
- Polska i A-dur, efter Janne Mossberg.[3]
- Polska i A-dur, efter Janne Mossberg.[3]
- Springarevals i G-dur, efter Janne Mossberg.[3]
- Menuett i D-dur.[3]
- Menuett i Eb-dur.[3]
- Menuett i Eb-dur.[3]
- Menuett i D-dur.[3]
- Menuett i Eb-dur.[3]
- Polska i D-dur.[3]

Inlämnade låtar av Mossberg. 372 373
- Polska i D-dur, komponerad av Janne Mossberg.[3]
- Polska "Grå hästen" i G-dur, komponerad av Janne Mossberg.[3]